# زیردریایی یو-۳۵۷
زیردریایی یو-۳۵۷ (به انگلیسی: German submarine U-357) یک زیردریایی بود که طول آن ۶۷٫۱ متر (۲۲۰ فوت ۲ اینچ) بود. این زیردریایی در سال ۱۹۴۲ ساخته شد.